# Dum nihil habemus maius, calamo ludimus
La locuzione latina Dum nihil habemus maius, calamo ludimus, tradotta letteralmente, significa quando non dobbiamo fare cose di maggior importanza, giochiamo con la penna (Fedro).
Gli argomenti di poca importanza di cui parla l'autore sono appunto le favole che corrono sotto il suo nome; cosa giocosa e leggera a prima vista, ma piene di alti e reconditi significati e d'una moralità che si può dire comune a tutti i tempi ed a tutti i luoghi.